# Politehnički fakultet Univerziteta u Zenici
Politehnički fakultet Univerziteta u Zenici je organizaciona jedinica Univerziteta u Zenici i njena najmlađa članica. Fakultet osnovan je 27. jula 2011. Odlukom Skupštine Zeničko-dobojskog kantona. Odluci o osnivanju fakulteta prethodio je Zaključak Vlade o usvajanju Elaborata o opravdanosti osnivanja Politehničkog fakulteta Univerziteta u Zenici, sa odsjekom Građevinarstvo. Postojeći Odsjek za proizvodni biznis osnovan 2006. godine na Mašinskom fakultetu je od 2011/2012. akademske godine uvršten kao studijski odsjek na Politehničkom fakultetu. Usvajanjem Elaborata o opravdanosti od strane Skupštine ZDK u aprilu 2018. godine, pokrenut je studijski program “Softversko inženjerstvo”. Prvi studenti studijskog programa Softversko inženjerstvo upisani su u akademskoj 2018/2019 godini.

## Studijski programi
Na fakultetu su uspostavljeni sljedeći studijski programi:
1. Građevinarstvo (koncept 4+1)
2. Proizvodni biznis (koncept 3+2)
3. Softversko inženjerstvo (koncept 3+2)

Pored nastave na dodiplomskom studiju, na studijskim programima nastava se realizuje i u okviru master studija tj. studija II ciklusa.
Treći ciklus studija realizuje se kroz Zajednički doktorski studij iz tehničkih nauka, zajedno s Mašinskim fakultetom i Fakultetom za inženjerstvo i prirodne nauke Univerziteta u Zenici.

## Katedre
Na Politehničkom fakultetu postoje dvije matične katedre a to su:
1. Katedra za građevinarstvo
2. Katedra za softversko inženjerstvo

## Spoljašnje veze
- Zvanični veb-sajt